# David Broome

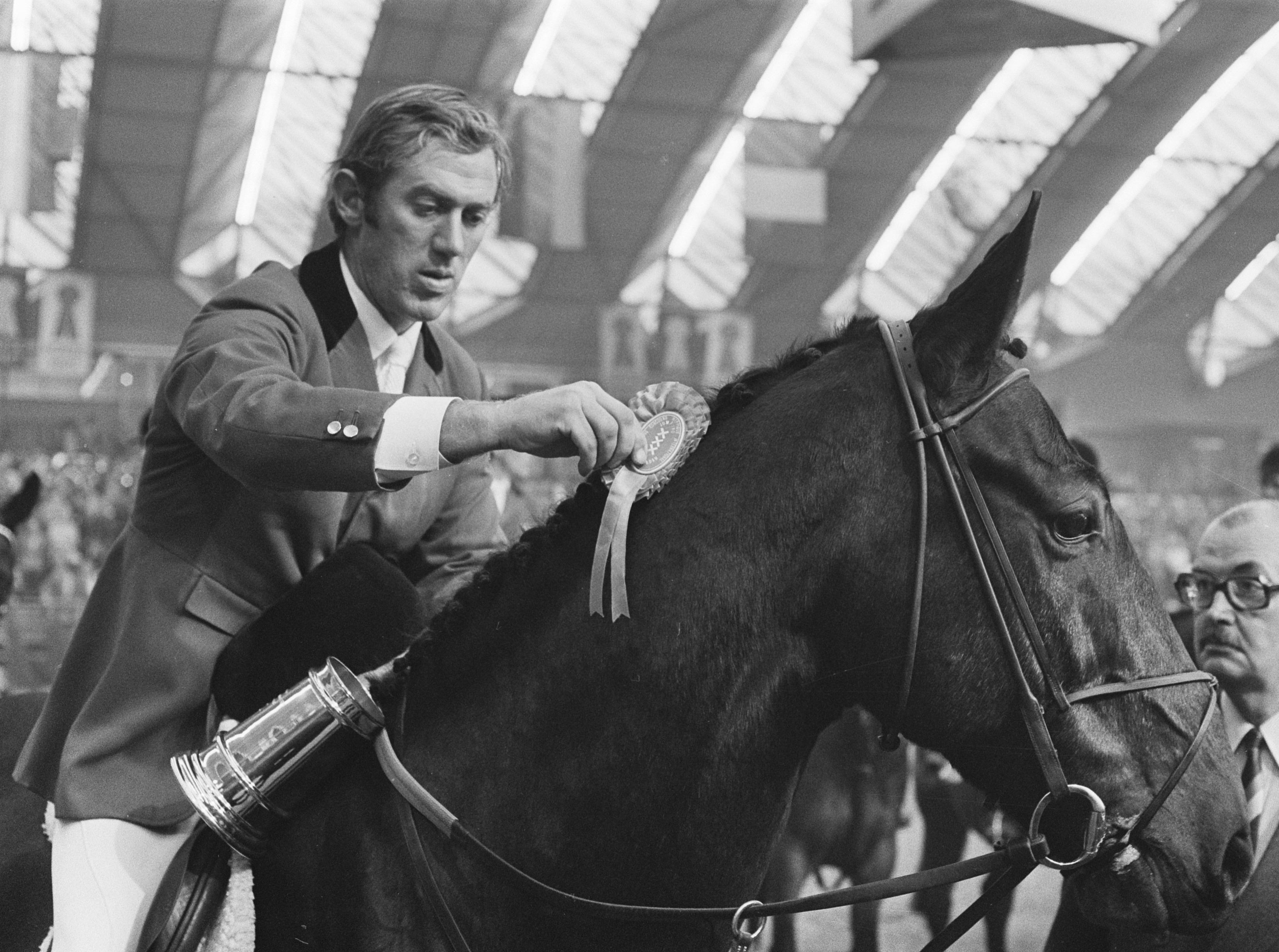
David Broome in 1975

David McPherson Broome (Cardiff, 1 maart 1940) is een voormalig Brits springruiter. Hij werd onder meer wereldkampioen individueel én in teamverband en driemaal Europees kampioen individueel, plus eenmaal in teamverband.

## Erelijst
- Olympische Spelen:
  - 1960 in Rome: bronzen medaille individueel met Sunsalve
  - 1968 in Mexico: bronzen medaille individueel met Mister Softee
  - 1988 in Seoel: gedeelde vierde plaats met Countryman
- Wereldkampioenschappen:
  - 1960 in Venetië: bronzen medaille individueel met Sunsalve
  - 1970 in La Baule: gouden medaille individueel met Beethoven
  - 1978 in Aken: gouden medaille Mannschaft auf Philco
  - 1982 in Dublin: bronzen medaille in teamverband met Mr. Ross
  - 1990 in Stockholm: bronzen medaille in teamverband met Lannegan
- Europese kampioenschappen:
  - 1961 in Aken: gouden medaille individueel met Sunsalve
  - 1967 in Rotterdam: gouden medaille individueel met Mister Softee
  - 1969 in Hickstead: gouden medaille individueel met Mister Softee
  - 1977 in Wenen: zilveren medaille in teamverband
  - 1979 in Rotterdam: gouden medaille in teamverband
  - 1983 in Hickstead: zilveren medaille in teamverband
  - 1991 in La Baule: zilveren medaille in teamverband